# Jeffrey A. Hoffman
Pour les articles homonymes, voir Hoffman.
Jeffrey Alan Hoffman, Ph.D. est un astronaute américain né le  2 novembre 1944, actuellement professeur d'aéronautique et d'astronautique au MIT.

## Biographie
Hoffman a fait cinq vols en navette spatiale comme astronaute, incluant la première mission de réparation du télescope spatial Hubble en 1993, lorsque l'imperfection du télescope en orbite a été corrigée. Formé comme un astrophysicien, il a également volé en 1990 pour une mission de la navette Spacelab, transportant le ASTRO-1, observateur d'ultraviolets astronomique. Au cours de ses cinq missions, il a enregistré plus de 1 211 heures de vol et de 21,5 millions de miles (34,6 millions de kilomètres) dans l'espace.

## Vols réalisés
Il a réalisé cinq vols en tant que spécialiste de mission :
- 12 avril 1985 : Discovery STS-51-D ;
- 2 décembre 1990 : Columbia STS-35 ;
- 31 juillet 1992 : Atlantis STS-46 ;
- 2 décembre 1993 : Endeavour STS-61 ;
- 22 février 1996 : Columbia STS-75.